# São João da Madeira
São João da Madeira és un municipi portuguès, situat al districte d'Aveiro, a la regió del Nord i a la subregió d'Entre Douro e Vouga. L'any 2006 tenia 21.706 habitants. Limita al nord amb Santa Maria da Feira i és envoltat per Oliveira de Azeméis.
| Població del concelho de São João da Madeira (1930 – 2004) | Població del concelho de São João da Madeira (1930 – 2004) | Població del concelho de São João da Madeira (1930 – 2004) | Població del concelho de São João da Madeira (1930 – 2004) | Població del concelho de São João da Madeira (1930 – 2004) | Població del concelho de São João da Madeira (1930 – 2004) |
| ---------------------------------------------------------- | ---------------------------------------------------------- | ---------------------------------------------------------- | ---------------------------------------------------------- | ---------------------------------------------------------- | ---------------------------------------------------------- |
| 1930                                                       | 1960                                                       | 1981                                                       | 1991                                                       | 2001                                                       | 2004                                                       |
| 5481                                                       | 11921                                                      | 16444                                                      | 18452                                                      | 21102                                                      | 21538                                                      |

## Freguesies
- São João da Madeira